# Gap-dong
Gap-dong (hangul: 갑동이; rr: Gapdongi) é uma telenovela sul-coreana, exibida pela emissora tvN entre 11 de abril a 21 de junho de 2014, com um total de vinte episódios. É estrelada por Yoon Sang-hyun, Sung Dong-il, Kim Min-jung, Kim Ji-won e Lee Joon. Seu enredo é baseado nos assassinatos em série não resolvidos de Hwaseong.

## Enredo
Em 1996, na cidade ficcional de Iltan na província de Gyeonggi, ocorre o assassinato brutal de uma jovem, um ato feito por uma pessoa desconhecida. A polícia que investiga uma sucessão de assassinatos em série desde 1993, conclui que este caso também se refere ao homem que eles apelidaram de "Gap-dong", um alguém que está por trás dos crimes. O detetive Yang Cheol-gon (Sung Dong-il) está convencido de que o verdadeiro assassino é Ha Il-sik, que comete suicídio para provar sua inocência. Sua morte inspira seu filho Ha Moo-yeom (Yoon Sang-hyun) a se tornar um policial para limpar o nome de seu pai e restaurar sua honra.
Dezessete anos depois, Moo-yeom é um detetive da polícia. Depois que o estatuto de limitação do caso expira, ele se resigna à crença de que Gap-dong está morto. Mas então uma série de incidentes ocorre na cidade, que possuem uma estranha semelhança com os crimes de Gap-dong, levando sua equipe de investigação a tentar capturar o serial killer de uma vez por todas.

## Elenco

### Principal
- Yoon Sang-hyun como Ha Moo-yeom[1]

É detetive na unidade de crimes violentos do Departamento de Polícia de Iltan. Ele promete vingar seu pai que foi injustamente acusado.
- Sung Dong-il como Yang Cheol-gon

Um inspetor da polícia na época dos assassinatos originais. Ao receber sua mais recente promoção, ele surpreende seus superiores pedindo para ser atribuído de volta a Iltan, porque quer encerrar sua carreira capturando Gap-dong. 
- Kim Min-jung como Maria Oh

É uma psiquiatra com uma vida dupla misteriosa, ela também possui uma curiosidade suspeita sobre tudo relacionado ao Gap-dong.
- Kim Ji-won como Ma Ji-wool

Uma estudante de dezessete anos de idade e uma escritora de webtoon, que utiliza o pseudônimo de "Matilda". Ji-wool torna-se fundamental para o caso quando seu webtoon intitulado "The Beast's Path" termina predizendo os crimes. Quando ela se torna o próximo alvo do assassino, também serve como um conjunto de pistas para encontrá-lo.
- Lee Joon como Ryu Tae-oh[2][3]

Um prisioneiro de um hospital psiquiátrico, que se torna um barista após sua libertação. Com um QI de 150 e dispondo de uma excelente e detalhada memória, ele pode ser valioso para desvendar o caso, porém, também tem a disposição de ser um perigoso psicopata e considera Gap-dong seu deus e herói.

### De apoio
- Jung In-gi como Cha Do-hyeok, chefe da seção policial
- Kang Nam-gil como Han Sang-hoon,
- Jang Gwang como Jinjo, um monge
- Jo Ji-hwan como Lee Hyung-nyeon, parceira e esposa de Moo-yeom
- Choo Soo-hyun como Oh Young-ae
- Min Sung-wook como Nam Ki-ri
- Jung Won-joong como Park Joong-goo
- Jang Hee-soo como Kim Young-mi, mãe de Maria
- Yoon Kyun-sang como o detetive mais jovem
- Hyun Woo como young Cha Do-hyeok
- Hong In-young como Hong Sung-hee, uma repórter
- Seo Joo-hee como Ji Hwa-ja, mãe de Ji-wool
- Yoo Eun-ho como Yang Seon-joo, filha de Cheol-gon
  - Lee Go-eun como young Seon-joo

## Recepção
Na tabela abaixo, os números azuis representam as as audiências mais baixas e os números vermelhos representam as audiências mais elevadas.
| Episódio | Data de transmissão original | AGB Nielsen |
| -------- | ---------------------------- | ----------- |
| 1        | 11 de abril de 2014          | 1.51%       |
| 2        | 12 de abril de 2014          | 1.98%       |
| 3        | 25 de abril de 2014          | 1.37%       |
| 4        | 26 de abril de 2014          | 1.64%       |
| 5        | 2 de maio de 2014            | 1.77%       |
| 6        | 3 de maio de 2014            | 1.76%       |
| 7        | 9 de maio de 2014            | 1.81%       |
| 8        | 10 de maio de 2014           | 2.32%       |
| 9        | 16 de maio de 2014           | 1.72%       |
| 10       | 17 de maio de 2014           | 2.00%       |
| 11       | 23 de maio de 2014           | 1.89%       |
| 12       | 24 de maio de 2014           | 2.08%       |
| 13       | 30 de maio de 2014           | 1.68%       |
| 14       | 31 de maio de 2014           | 1.91%       |
| 15       | 6 de junho de 2014           | 2.32%       |
| 16       | 7 de junho de 2014           | 2.23%       |
| 17       | 13 de junho de 2014          | 1.85%       |
| 18       | 14 de junho de 2014          | 2.17%       |
| 19       | 20 de junho de 2014          | 2.07%       |
| 20       | 21 de junho de 2014          | 2.13%       |
| Média    | Média                        | 1.91%       |

## Prêmios e indicações
| Ano  | Prêmio             | Categoria             | Beneficiário | Resultado |
| ---- | ------------------ | --------------------- | ------------ | --------- |
| 2014 | Korea Drama Awards | Melhor Ator Revelação | Lee Joon     | Indicado  |

## Transmissão internacional
- Foi transmitido na Tailândia pela Workpoint TV, a partir de 9 de março de 2015.[5]
- Em Hong Kong, Macau, Sri Lanka e Sudeste Asiático, foi transmitido através da tvN Asia, com uma variedade de legendas em 2016.